# دیتر توما
دیتر توما (آلمانی: Dieter Thoma؛ زادهٔ ۱۹ اکتبر ۱۹۶۹) اسکی‌باز پرش اهل آلمان بود.